# 斯文·赫定
斯文·安德斯·赫定（1865年2月19日—1952年11月26日），生于瑞典首都斯德哥尔摩，瑞典地理学家、地形学家、探险家、摄影家、旅行作家，同时也在自己的作品中绘制插图。在中亚的四次探险考察中，他发现了喜马拉雅山脉，雅鲁藏布江、印度河和象泉河的发源地，罗布泊及塔里木盆地沙漠中的楼兰城遗迹，墓穴和长城。他去世后出版的中亚地图集是他毕生工作的结晶。

## 生平
斯文赫定出身於中產家庭。15岁时，在瑞典目睹了芬蘭瑞典族极地探险家阿道夫·埃里克·诺登舍尔德从北冰洋航行中凯旋。从此之后，他受到激发，决心成为探险家。他师从德国地理学家和中国学专家费迪南·馮·李希霍芬 。这段求学生涯唤起了他对德国的热爱，并且促使他下决心到中亚探险，将亚洲地图上那片无人走过的未知区域了解清楚。在获得博士学位，学习了多种语言和方言以及两次穿过伊朗的旅程之后，他没有听从老师的建议继续学习以通晓地理学研究方法。结果，后来他不得不将他的探险收获交给其他科学家进行评估。

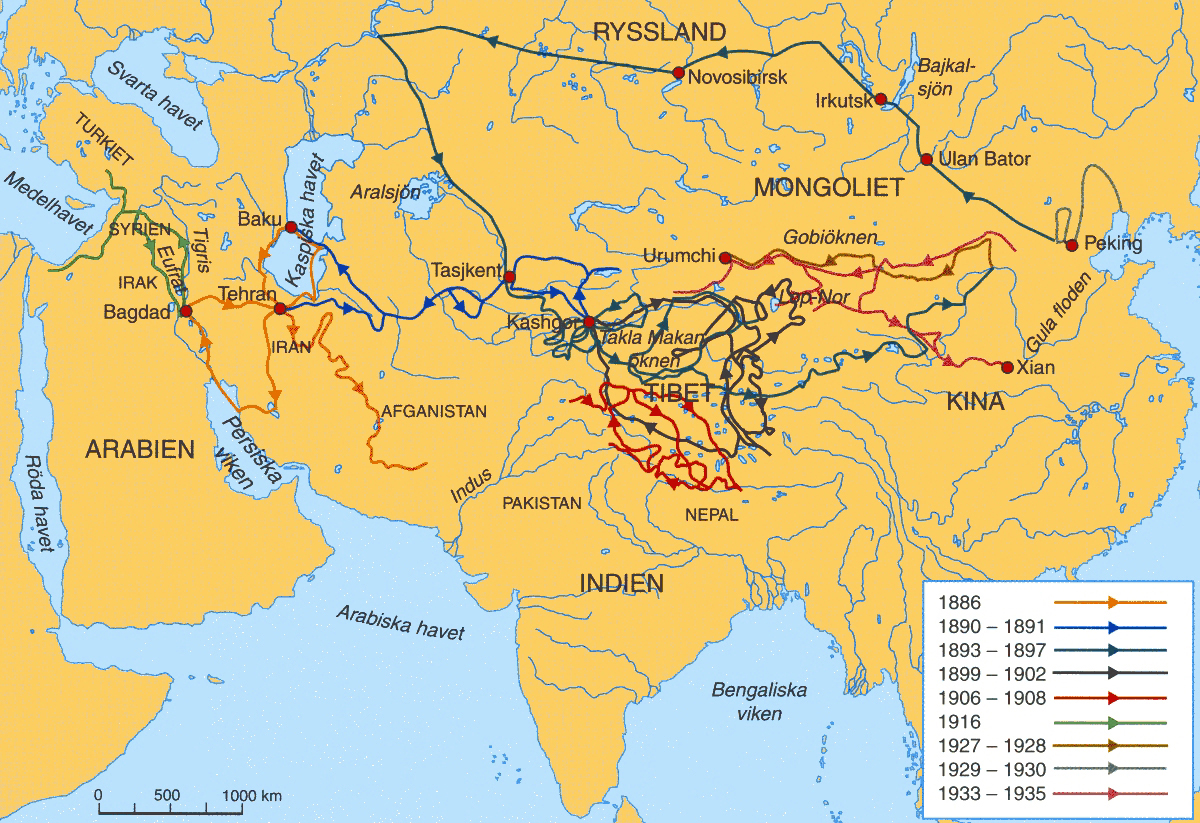
斯文·赫定在各地的探險路線

1894年到1908年之间，在中亚的高山和沙漠中三次勇敢的探险中，他研究了中国的新疆（新疆建省于1884年）和西藏的部分地区，并绘制了地图。这是从未有人探索过的区域。1909年，他返回斯德哥尔摩，受到了如同当年诺登舍尔德那样隆重的欢迎。其实在1902年，他已经被推举为瑞典最后一个无冕贵族。他被认为是瑞典最重要的人物之一。因为他未婚且无子女，他的家庭支系现在不存在了。他是两个科学学院的成员，因此他在诺贝尔奖的科学和文学两项评选中有发言权。
赫定的记录为绘制中亚的精确地图奠定了坚实的基础。他是第一个在探险过程中聘用当地科学家和研究助手的欧洲科学探险家。尽管他主要是探险家，但他也是发掘中亚古代佛教废墟的第一人。他对考古的主要兴趣是发现古代城市，而不想进行彻底的发掘。尽管身材矮小，戴着眼镜，一副学究气的外表，赫定却证明了他是一个坚定的探险家。在其长期探险生涯中，有好几次他从敌对武装力量和大自然的狂风暴雨中逃生。他的科学文献和夹杂着自己的照片，水彩画，素描的旅行记录，他为年轻人撰写的历险故事和他在国外的演讲使他成为世界知名人物。
作为新疆和西藏的专家，他可以不受任何限制的接近欧洲和亚洲的君主和政治家以及地理组织和学术协会。他们不但在运输和资金上帮助他的探险，还以钻石镶嵌的精美十字架，金质奖牌，名誉博士学位和豪华热烈的接待宴请来换取他对那片处于权力真空的地区的独特见解。
斯文赫定是一个坚持自己见解和工作方法的人，在20世纪也是如此。这一点使他不去考虑二十世纪的社会和政治动荡，想法和行动始终一致。
“赫定从未见到一个新瑞典：他对于移民风波，劳工运动和贸易联盟的进展，工业化进程和大众宗教复兴都很陌生。他也不赞成普选投票，特别是君主政权下的民主选举。赫定是一个坚定的保皇党，反对议会制，他是民族主义者和军国主义者。他相信只有一个国家准备保卫自己直到流尽最后一点血才配享有自由。”– Eric Wennerholm loc. cit. pp 142f
考虑到斯堪的纳维亚的安全问题，他赞成建造瑞典号战舰。第一次世界大战时，他发表文章拥护德国君主和战争行为。由于这次政治问题，令他在德国的战时敌对国丢失了科学声誉，不再是地理组织和学术协会的会员。同时也失去了在未来探险计划中原可獲得的支持。
1923年他到美国和日本演讲。在这次不太成功的演讲之后，他旅行到北京，打算考察新疆。但是不稳定的政治态势阻碍了这次活动。他只好坐汽车游览了蒙古并且乘坐西伯利亚火车穿过这片地区。
在瑞典和德国政府的资金支持下，他领导了在1927年到1935年间的中国瑞典联合科学考察。这是一次在蒙古和新疆地区的国际性，跨学科的科学调查，其中包括从六个国家来的37位科学家。尽管这次考察遭到了示威，但是经过几个月的谈判还是成行了。他也要求签署合约要求保障旅途自由，因为他们的枪支，300头骆驼和行为在战争时期很像武装部队。不过，筹措资金仍是赫定的个人责任。
1926年冬，第五次抵达中国，受德国汉莎航空公司的委托，为开辟经中亚通往中国的航线做气象探险，带来一支由不同学科科学家组成的大规模远征队—所謂的“中瑞探險”（部分經費來自德國政府及德國航空），探險隊主要探索戈壁沙漠和蒙古等地。
1927年1月30日，在北京西郊张作霖大帅府，得到了北洋政府的许可。后遭到中国国内舆论反对。3月9日，斯文·赫定致函沈兼士，请沈带向中国学术团体协会转达：将此行所获历史文物全数由随行中国学者带回北京，3月10日，与北京学术界进行谈判和沟通。4月26日，双方达成一致，签订了“中国学术团体协会为组织西北科学考察团事与瑞典国斯文·赫定博士订定合作办法”19条。5月29日，西北科考团出发。
由于每况愈下的健康，新疆地区的内战和长期的监禁，七十岁的赫定在大萧条时资金贬值导致探险支出上升之后经历了一段困难时期。供给考察的后勤处于战争区域，考察队的研究区域的道路上也发生着激烈的军阀混战。无论如何，这次考察是一次科学上的胜利。考古发掘的物品被送到瑞典评估。按照签订的合约，三年后必须送还中国。（不过很多甲骨、青铜器因为"谁是中国"的原因，没有归还，留存在斯特哥尔摩的东亚博物馆。）
1935年，赫定以演讲的方式使瑞典还有中国和德国政府了解了他对中亚地区的独特观点。并且和蒋介石、希特勒的政治代表进行了面对面的讨论。
从1937年开始，考察汇总的科学材料由斯文赫定和其他考察成员发布，总共超过50本书。这使得世界各地可以研究东亚地区。当他为印刷成本用尽所有资金之后，他典当了自己颇有价值的好几件房屋那么多的藏书，将剩下的材料出版了。
虽然不是国家社会主义者，历来亲德的他却极为天真地轻信了纳粹德国将会保护斯堪的纳维亚免遭苏联侵犯。这种幻想使他陷入了与国家社会主义党成员接近的危险。后者利用他发表言论。这一点损坏了他的名誉，在社会上和科学界被孤立了。不过，通过和纳粹的通信和面谈，他成功的营救了十个被判处死刑的犯人，解救了许多从纳粹集中营释放的犹太人。
大战后期，美国军队故意没收了赫定计划的中亚地图集。后来，美国陆军制图局寻求赫定的帮助并且资助印刷出版他的毕生成果——中亚地图集。任何人，只要比较一下1891年的阿道夫·施蒂勒地图集，就不能不佩服斯文·赫定在1893年到1935年所取得的成果。这套地图被美国陆军用于解释卫星图像和美国空军在阿富汗战争时用于导航。
因为他和纳粹德国的接触并且在德国滞留了几十年，他的研究在德国和瑞典都成为了禁忌。不过，他的科学文章却被中国社会科学院翻译成中文，被评估并吸收进中国的研究。根据他在1935年向中国政府所做的建议，他选择的路线被用于建设街道和铁路，以及在塔里木盆地和延吉盆地修建水坝和运河灌溉新型牧场。中瑞联合考察队发现的铁矿、磁矿、石油、煤矿、金矿将公开开采。考察的发现还包括许多尚未发现的动物植物，以及恐龙和灭绝的有角动物的化石。所有这些都以科学后缀hedini命名。只有一种发现中国研究者等到千禧年后才命名：在1933年和1934年斯文·赫定发现的楼兰沙漠中的烽火台的遗迹。这点证明长城曾经延伸到新疆。
从1931年到1952年逝世，斯文·赫定居住在斯德哥尔摩一处地角极佳的现代化高层建筑中。在楼梯间的入口，可以看到装饰性的水泥浮雕地图，展示了他在中亚的研究领域。还有喇嘛寺庙的浮雕，这是他带到芝加哥参加1933年萬國博覽會的复制品。
1952年10月25日，赫定在遗嘱中表示，他的书籍版权和大量私人财产归瑞典皇家科学院所有，后来成立的斯文·赫定基金会接管了所有权利。1952年12月1日，举行了赫定和哀悼仪式，参加者包括瑞典王室的代表、瑞典政府、瑞典的学术机构。他的墓碑放置在斯德哥尔摩Adolf Fredrik 教堂的墓地。

## 家庭
赫定深爱着一名叫米莉的女子。长期的单相思让他终身未婚，因而无嗣。

## 採集品借用與歸還
1935年春，經西北科學考察團理事會批准，赫定借用一批採集品到瑞典進行研究。赫定離開中國前，中瑞雙方派人一起清點、制單，並為每件採集品拍照。清點以中方為主，由理事會幹事沈仲章主管，瑞方在場代表是那林。清單一設幾份送交政府部門，經審批放行。據赫定，抵達瑞典已是1937年。
據為中瑞雙方起草合約的沈仲章，合約初稿原定借期四年，期滿歸還給西北科學考察團理事會。
1944年赫定寫道：由於第二次世界大戰的爆發，這批標本不可能被送回中國，還留在斯德哥爾摩。
1994年林世田寫道：「斯文赫定所借的文物由於二戰爆發，至今未能歸還中國」。2006年張慕貞寫道：「在那份赫定、那林擔保西人團員採集品運出國外研究的清單中，其中有多少數目原件能在研究後璧歸故土呢？相信是大家都有興趣渴望知道的。」2006年張九辰寫道：「中科院接管後經多方交涉，曾由瑞典運回兩批採集品，現藏中國歷史博物館和中國社會科學院考古研究所。」2012王新春寫道：「餘下的部分，如存放在遠東古物博物館的貝格曼在額濟納地區的史前考古搜集品，及其他的部分考古搜集品至今尚待收回。」
2016年赫定基金会Wahlquist寫道：“在中國國家博物館重修之前，我自己見到一些原有陳列展示了部分歸還品。我認識的另一位學者也見到那些物品！此外，多年以前，中國國家博物館的館長帶領一個小型代表團，訪問過斯德哥爾摩。當我與他會見討論這個問題時──我總是急於提醒我的中國同行，斯文·赫定及其團隊確實遵守了簽訂的合約。館長並不瞭解細節，但告訴我，如果我去北京，該博物館會給我看那些物品。”但是，"我知道有一批貨物從未發運，因為中國方面通知瑞典的民族博物館，他們對歸還不感興趣"

## 基金会
斯文·赫定基金会是瑞典负责记录与保存斯文·赫定科考探险的组织。基金会将其中的中国西北科考（中瑞西北科学考查团）的绝大部分资料托付于瑞典民族学博物馆收藏，该博物馆也是基金会的总部。博物馆陆续将馆藏档案电子化公开化，关于斯文·赫定第四次探险的在线资料达10253份(2018-4-12)。